# Северомуйский обход

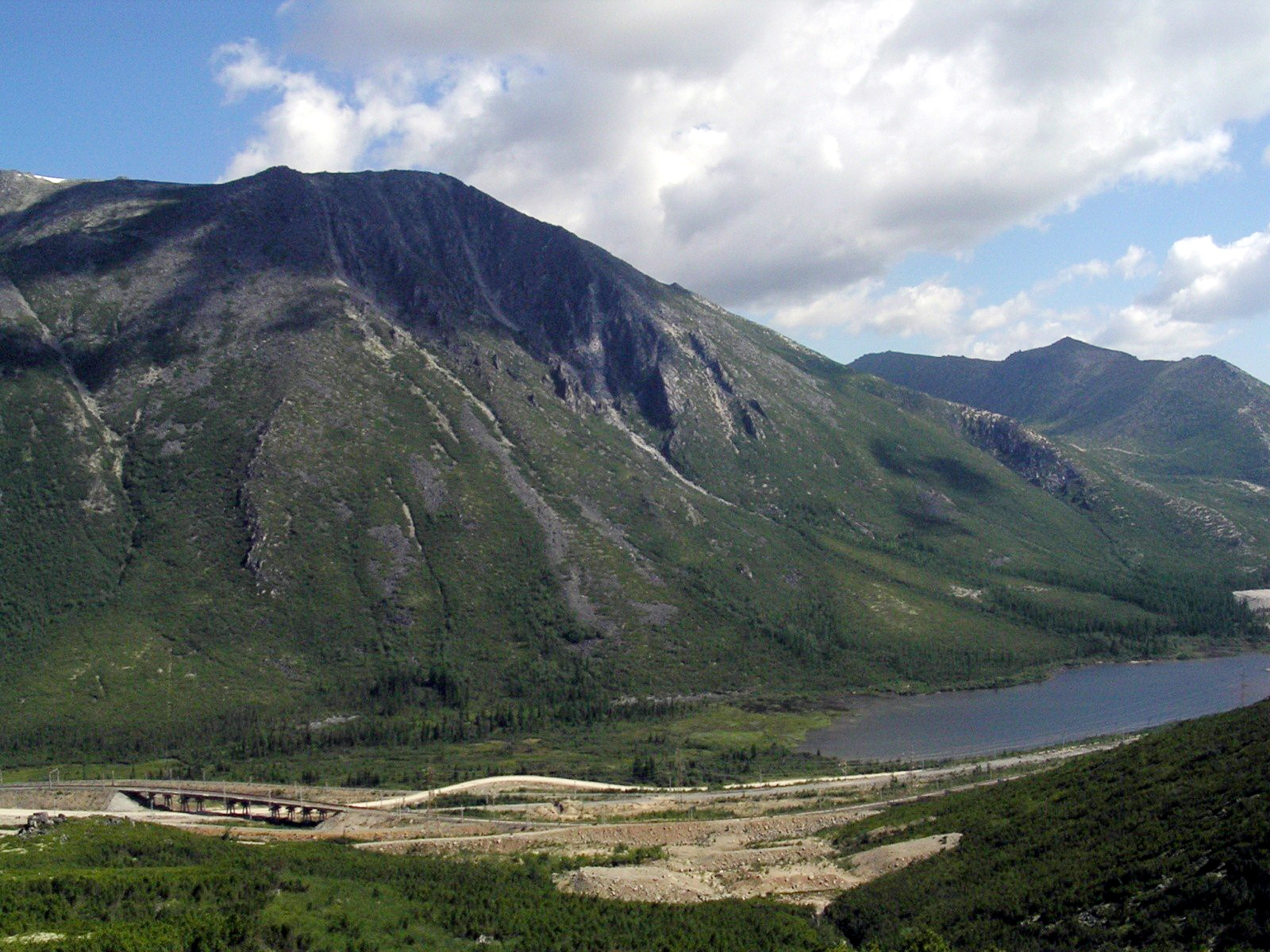
Северомуйский обход вблизи станции Перевал. Видна насыпь старого обхода и перевальные озёра

Северомуйский обход — участок Байкало-Амурской магистрали, уникальное инженерно-техническое сооружение. Был построен в качестве временного (на период строительства Северомуйского тоннеля) обходного пути через Северомуйский хребет. В настоящее время поддерживается в рабочем состоянии как резервный участок БАМа. Считается одним из красивейших участков магистрали.

## История
Строительство обхода началось в августе 1982 года. Строительство Северомуйского тоннеля тогда уже активно велось, однако предполагалось, что его пустят в эксплуатацию в 1986—1987 годах. Чтобы на магистрали не было нерабочих участков, для пропуска грузов уже к марту 1983 года был сооружён временный обход от станции Ангаракан до станции Казанкан длиной 24,6 км. Этот обход был проложен почти по кратчайшему пути, однако платой за это было превышение допустимых норм уклона: на отдельных участках обхода уклон достигал 40‰ (то есть до 40 метров подъёма на километр расстояния), в результате чего грузовые поезда расцепляли на несколько частей: тепловоз перевозил всего по нескольку вагонов. Пассажирское движение на обходе из соображений безопасности было вообще запрещено: от станции Ангаракан до станции Казанкан пассажиров по дороге, проложенной рядом с обходом, перевозили машинами-вахтовками. Сейчас рельсы с этого обхода сняты, но насыпь и грунтовка сохранились почти по всему протяжению.
Вскоре стало ясно, что строительство Северомуйского туннеля не удастся завершить в срок, более того, оно затянется на неопределённое время. Поэтому в ноябре 1985 года начато сооружение нового обхода (его длина 64 км, уклон до 18‰, то есть до 18 метров подъёма на километр расстояния), которое закончилось в 1989 году. По этому обходу разрешалось грузовое и пассажирское движение, однако скорость движения не превышала 20 км/ч. Этот обход функционирует и в настоящее время, однако со времени введения в строй Северомуйского туннеля движение по нему прекращено за исключением рабочего поезда Таксимо — Новый Уоян, курсирующего дважды в сутки. Северомуйский обход зарезервирован для разгрузки основного пути БАМа и для поддержания работы магистрали в случае какой-либо аварии в туннеле.

## Северомуйский обход сегодня

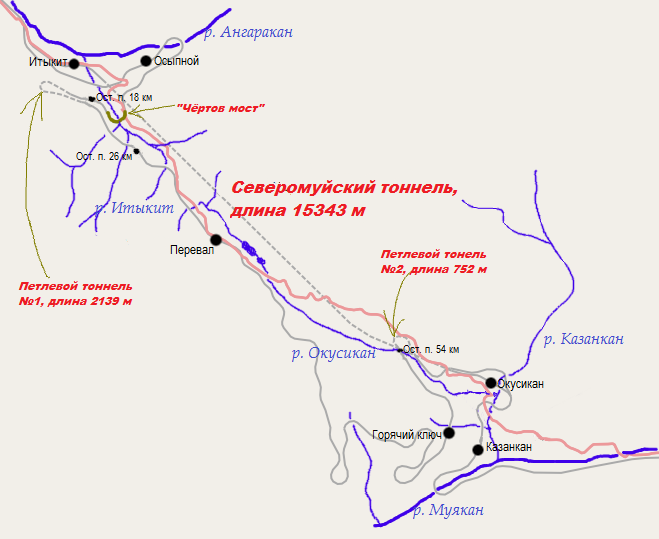
Схема Северомуйского обхода

Обход начинается в широкой котловине, образованной при впадении Итыкита в Ангаракан. В этом месте располагается западный портал Северомуйского туннеля и находился посёлок Тоннельный, в котором жили преимущественно строители тоннеля. Посёлок Тоннельный (несмотря на протесты жителей) был снесён в 2004 году, на месте посёлка осталась ровная площадка. Жители посёлка были переселены в Северомуйск.
Обход пересекает по мосту нижнее течение Итыкита, после моста на 11-м километре обхода расположена станция Осыпной и посёлок Разлив. Посёлок Разлив — был единственным населённым пунктом на Северомуйском обходе, имел свою почту и магазин. Посёлок Разлив также был расселён и снесён в 2004 году. Зимой 2004-2005 года котельная, предназначенная для посёлка, уже не включалась. Жители посёлка были переселены в Северомуйск.
Далее дорога делает петлю, дважды пересекая Ангаракан и на 16-м километре трассы выходит на знаменитый «Чёртов мост» — полукруглый мост высотой 35 м, расположенный на двухъярусных опорах над рекой Итыкит.

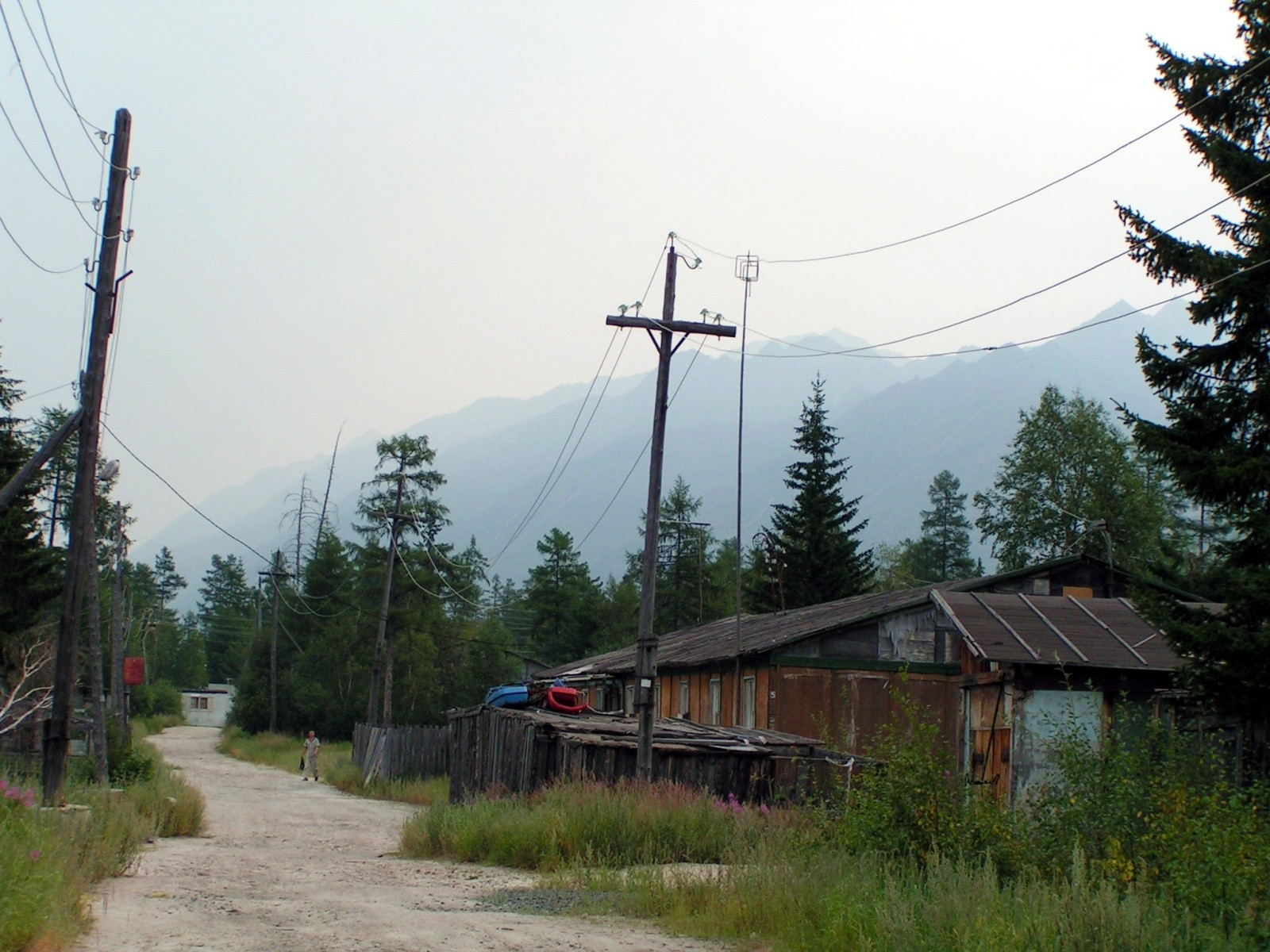
Посёлок Разлив

Через 2 км начинается двухкилометровый петлевой тоннель №1 длиной 2139 м, внутри которого дорога поднимается и разворачивается на 180 градусов: порталы тоннеля находятся практически один над другим. После ещё одного моста через Итыкит дорога практически преодолевает подъём к перевалу и идёт почти параллельно старому обходу (длина 24,6 км с уклоном до 40‰). Вскоре после неярко выраженной седловины перевала расположена станция Перевал (27 км). Ниже станции Перевал река Окусикан протекает через два перевальных озера.
На восточном склоне перевала дорога делает, постепенно опускаясь, три огромные петли, ниже которых на 49-м км расположена станция Горячий ключ. Далее после моста через Окусикан начинается (54-й км) ещё один, более короткий петлевой тоннель №2 длиной 752 м, после которого начинается котловина, в которой у восточного портала Северомуйского тоннеля расположен довольно крупный посёлок Северомуйск.
На 62-м километре обход соединяется с главным ходом БАМа, а через два километра обход окончательно завершается на станции Казанкан.

## Галерея

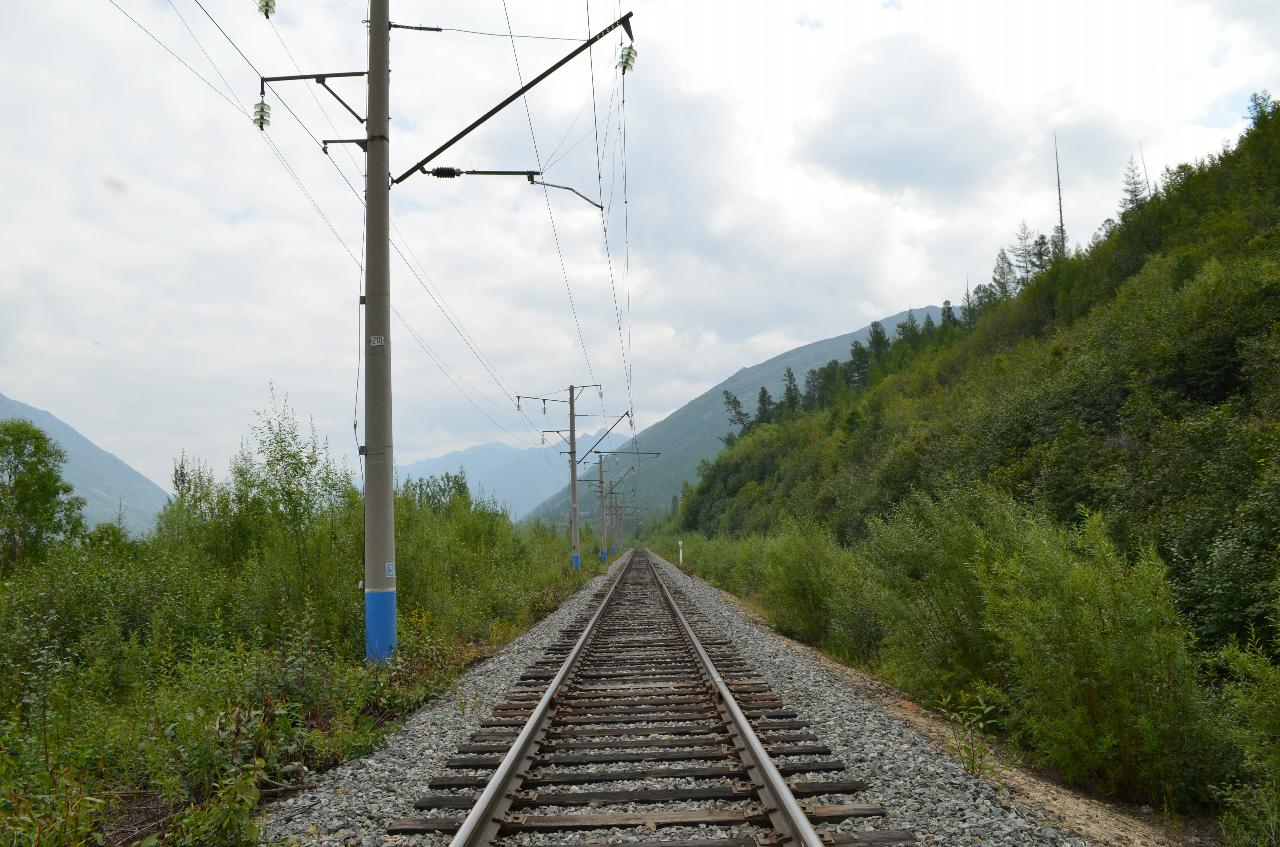
Путь Северомуйского обхода в районе западного портала тоннеля. Вид в сторону Осыпного
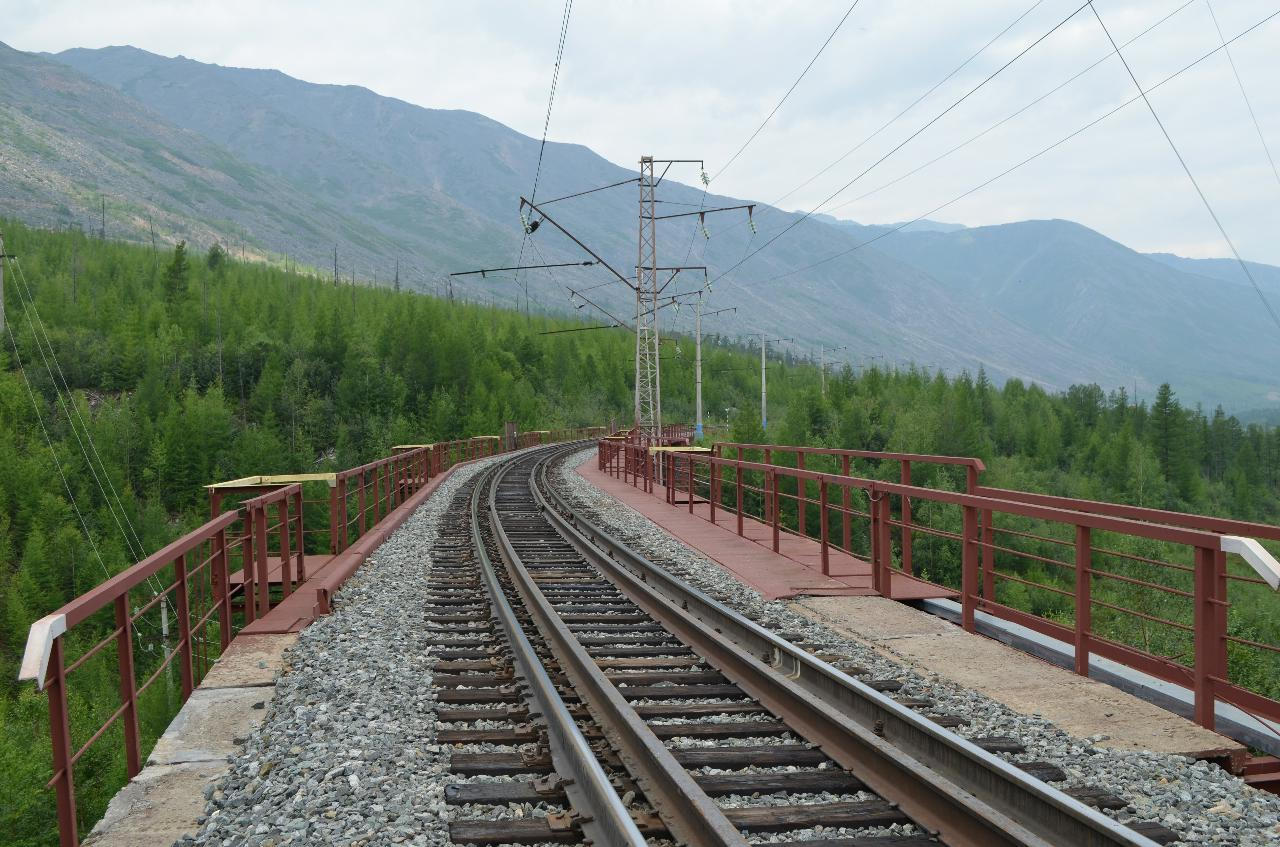
Мост через р. Итыкит в районе западного портала тоннеля
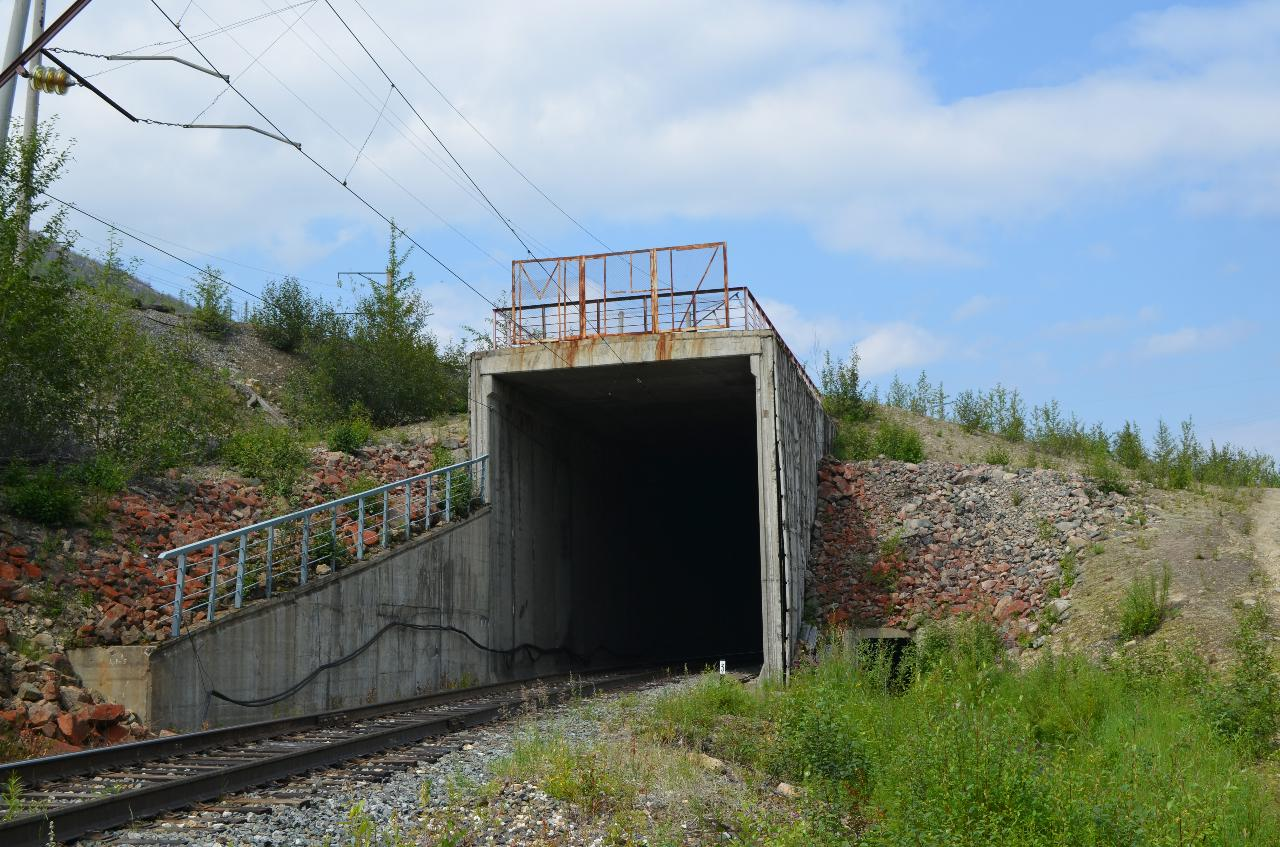
Галерея, в которой Новый обход проходит под Старым, западнее Чёртова моста
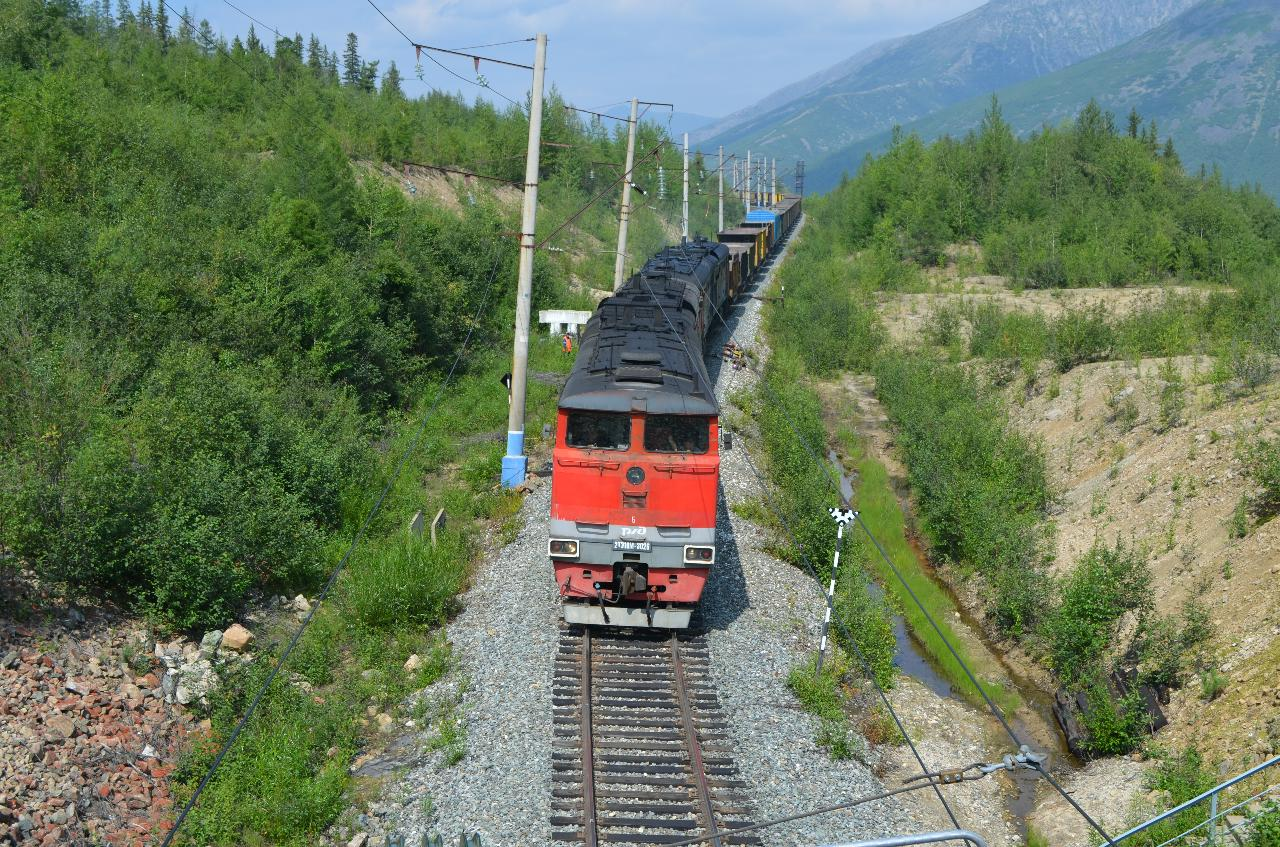
Поезд, следующий по Северомуйскому обходу в районе этой галереи
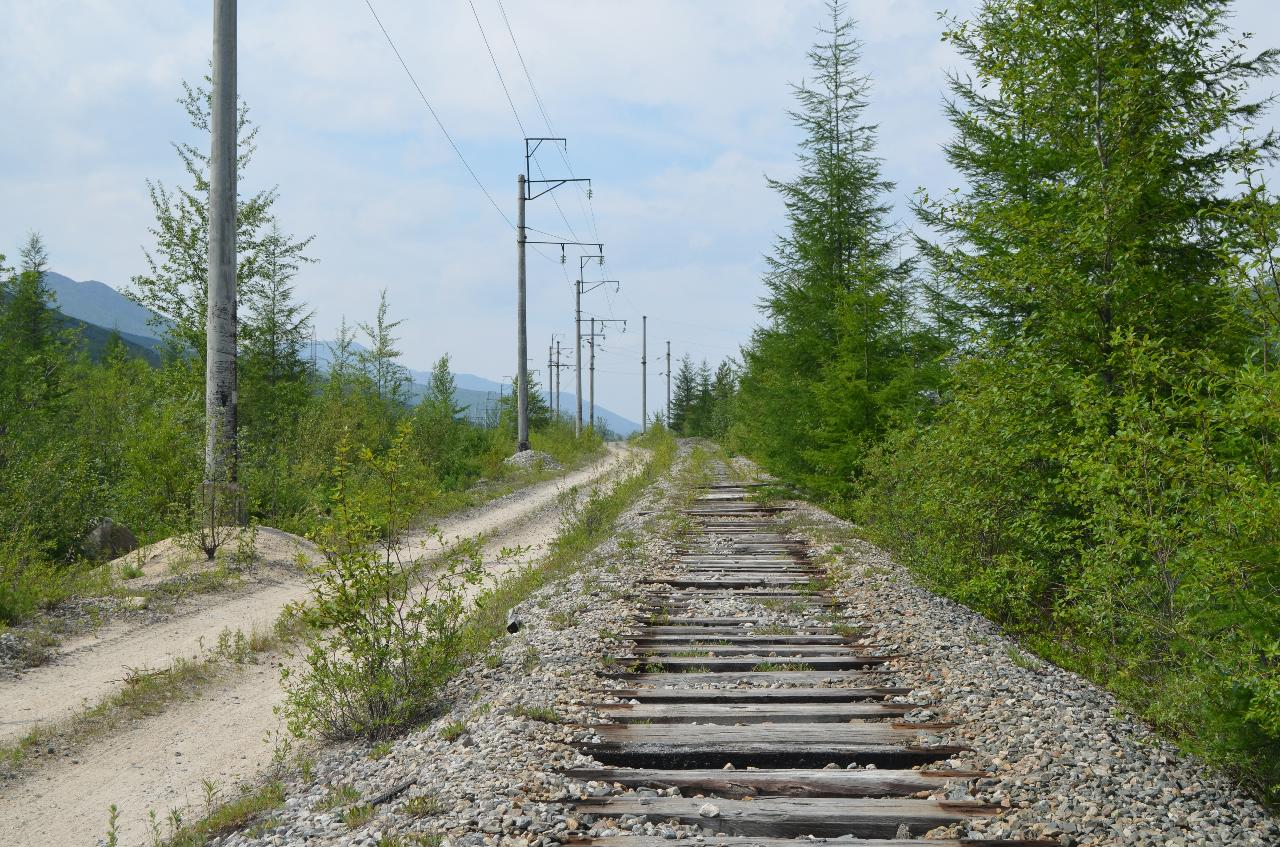
Старый обход («сорокатысячник»)
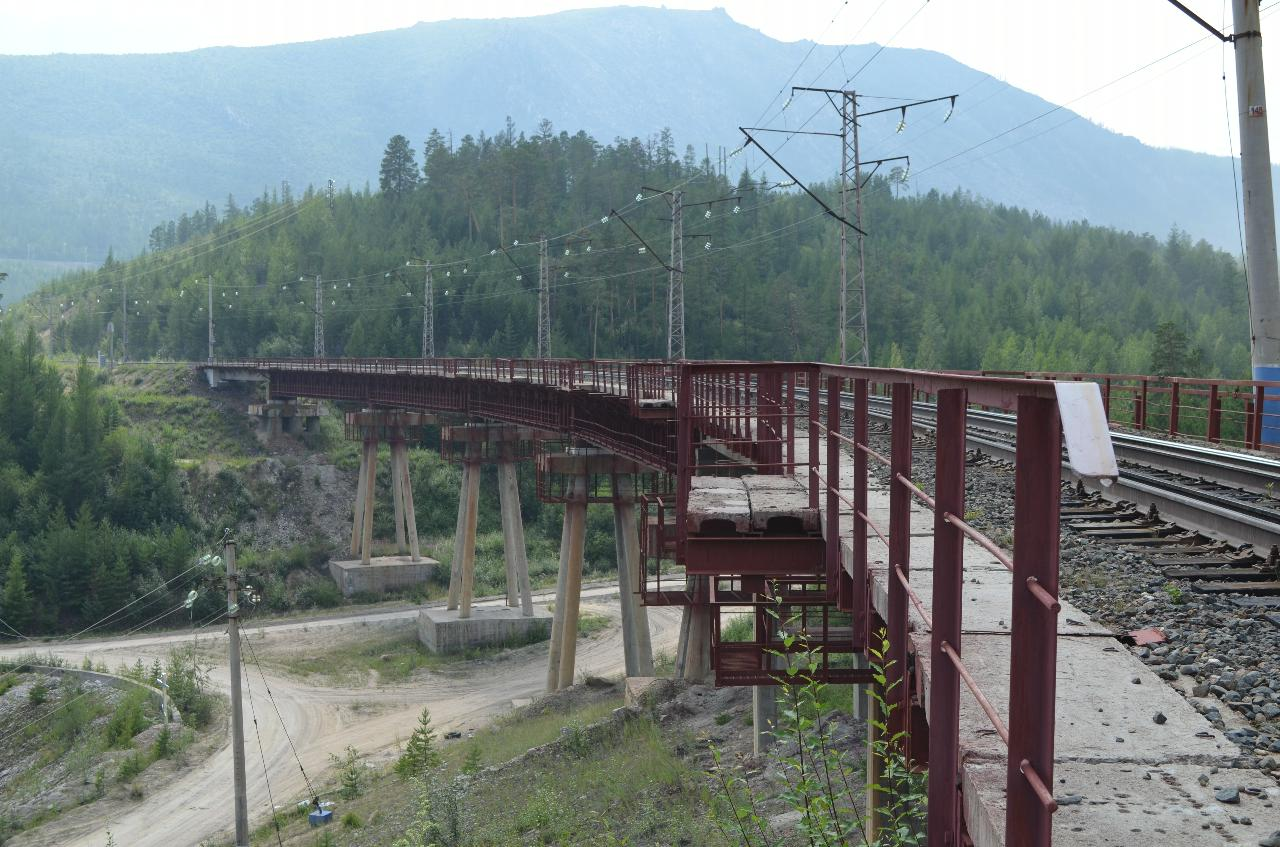
Путепровод в районе восточного портала тоннеля
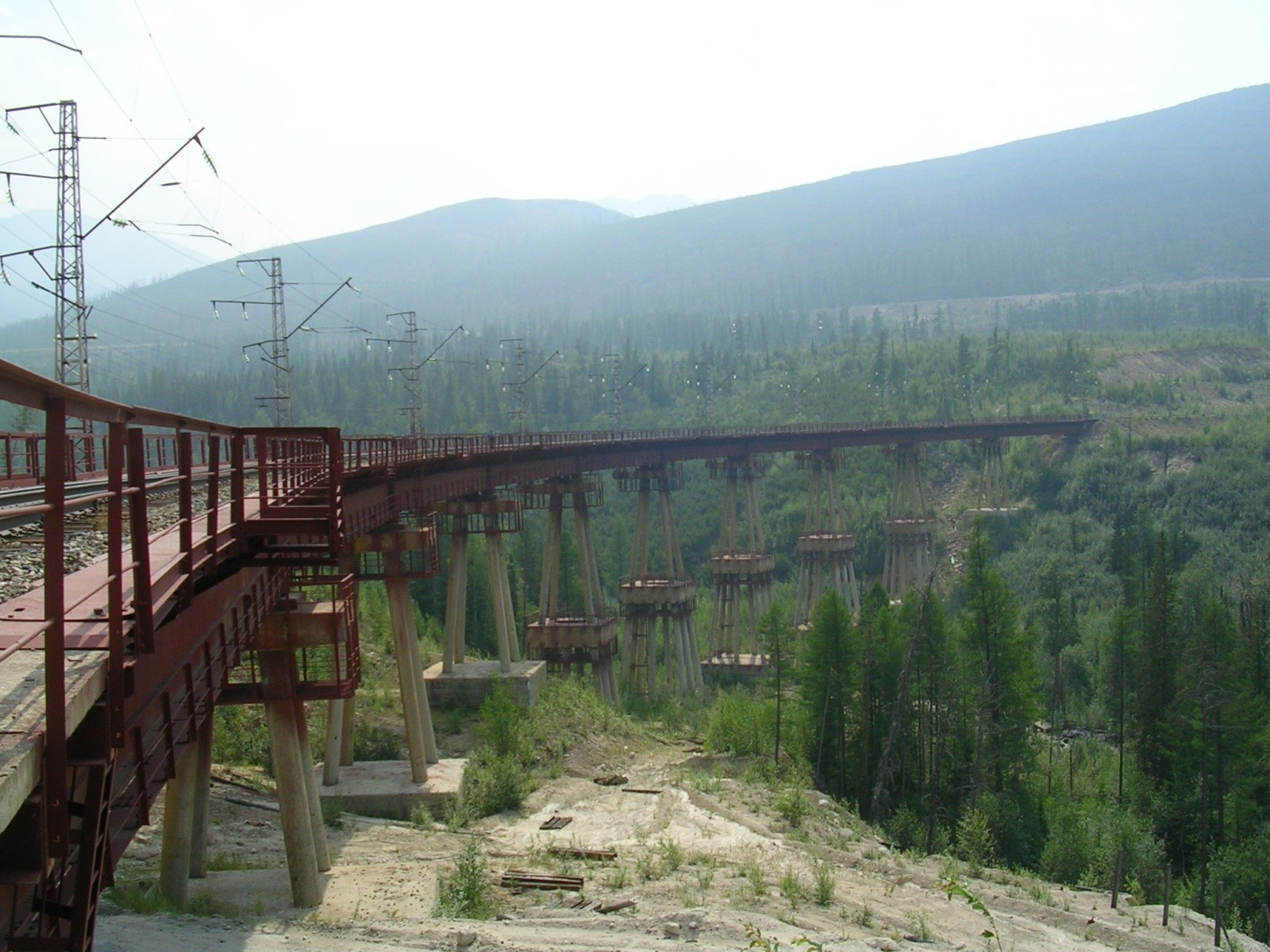
«Чёртов мост»
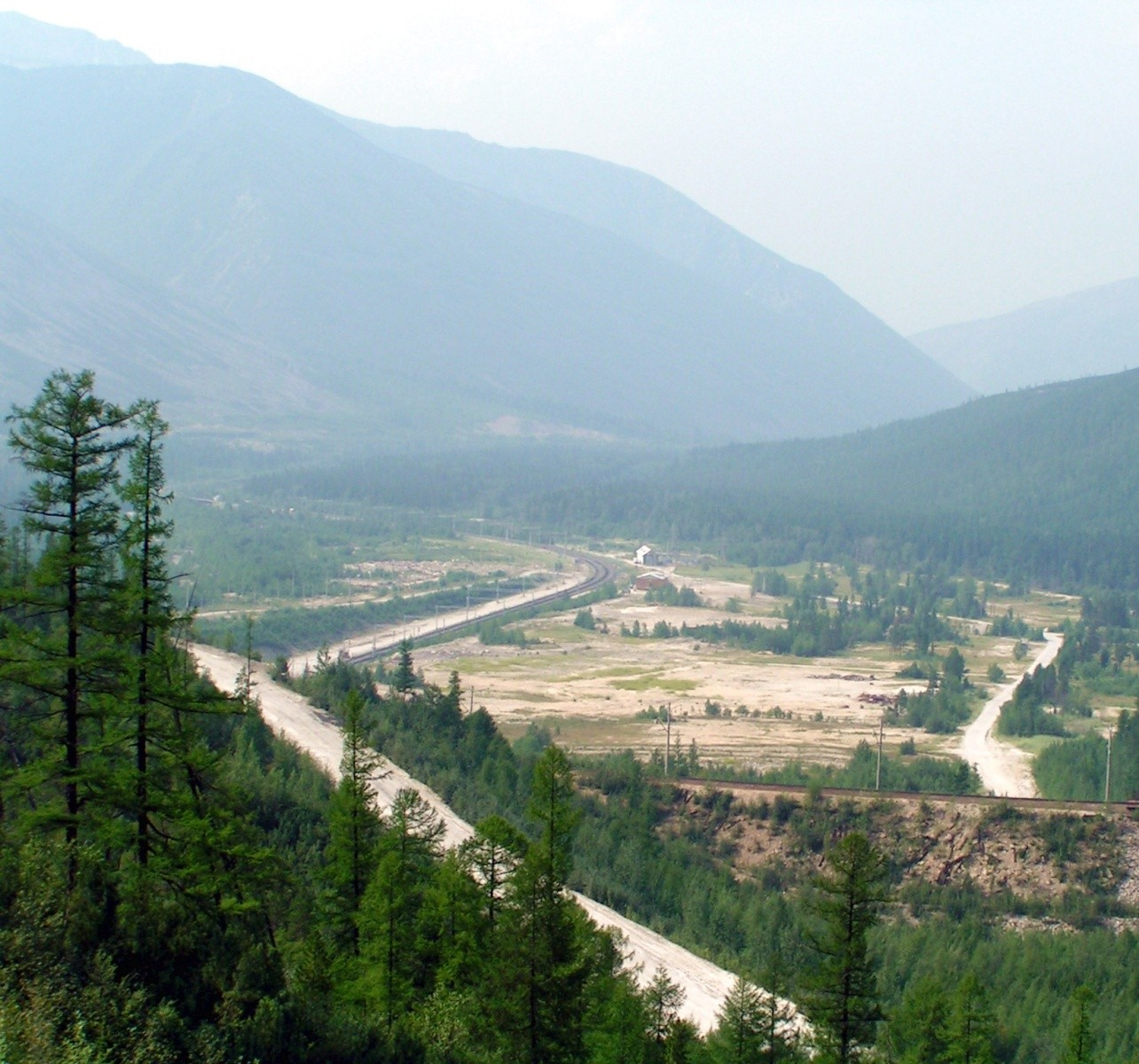
Площадка на месте бывшего посёлка Тоннельный